# Greu de ucis
Greu de ucis (titlu original: Die Hard) este un film de acțiune american din 1988 regizat de John McTiernan. Rolurile principale au fost interpretate de actorii Bruce Willis și Alan Rickman. Este produs de studiourile  Silver Pictures & Gordon Company și distribuit de  20th Century Fox.

## Prezentare
Detectivul NYPD John McClane tocmai a ajuns în Los Angeles pentru a petrece Crăciunul alături de soția sa. Din păcate, acesta nu va fi un Crăciun fericit. Un grup de teroriști condus de Hans Gruber a luat ostatici pe toată lumea din clădirea Nakatomi Plaza. Neputând primi niciun ajutor din exterior, John este nevoit să-i oprească pe toți cei 12 teroriști.

## Distribuție
- Bruce Willis ca John McClane, un polițist din New York NYC care merge la Los Angeles pentru a se împăca cu soția sa
- Alan Rickman ca Hans Gruber, un geniu german și conducătorul teroriștilor
- Alexander Godunov este Karl, unul dintre oamenii importanți ai lui Hans
- Bonnie Bedelia ca Holly Gennaro-McClane, soția înstrăinată a lui John
- Reginald VelJohnson ca Sgt. Al Powell
- Paul Gleason ca Dwayne T. Robinson, șeful poliției
- De'voreaux White ca Argyle, șoferul limuzinei lui John
- William Atherton ca Richard Thornburg, un  reporter arogant
- Hart Bochner ca Harry Ellis, un șef executiv de la Nakatomi
- James Shigeta ca Joseph Yoshinobu Takagi, șeful Nakatomi
- Andreas Wisniewski ca Tony, fratele mai mic al lui Karl
- Clarence Gilyard ca Theo, hacker

## Vezi și
- Listă de filme referitoare la Crăciun
- Listă de filme thriller din anii 1980
- Listă de serii cu cinci filme